# Sándor Mihály (labdarúgó)
Sándor Mihály (1949. január 21. – 1987) labdarúgó, hátvéd.

## Pályafutása
1961-ben kezdett futballozni a Csepelben. A katonaideje alatta Kossuth KFSE játékosa volt. A 131 NB I-es bajnoki mérkőzésen szerepelt hátvéd 1970. november 1-jén mutatkozott be az első osztályban, a Csepel SC játékosaként Győrben, a Rába ETO vendégeként. Hat teljes évadot játszott végig Csepelen, ahol 90 alkalommal lépett pályára. Az 1974–1975-ös bajnoki idényben az előkelő 4. helyen végzett csapatával. Ebben a bajnoki évben két alkalommal gólszerzőként is hozzájárult a győzelmekhez. Előbb az ő góljával nyert a Csepel a Rába ETO elleni idegenbeli mérkőzésen, majd a Vasas SC elleni 4-0-s találkozón is feliratkozott a gólszerzők közé. 1976-ban a szintén első osztályú Doroghoz igazolt. A piros-feketéknél egy gólokban gazdag mérkőzésen volt gólszerző, ahol a Dorog 4-1-re legyőzte a Diósgyőrt. Egykori csapata, a Csepel ellen 4 alkalommal is összekerült a Dorog. A két bajnoki mérkőzés mellett ugyanis az MNK-ban is megmérkőztek egymás ellen. Sándor mind a négy meccsen szerepelt. A Dorogon játszott bajnoki 1-1-es döntetlent hozott, majd Csepelen 3-0-ra kikaptak, míg mind a két kupa-mérkőzésen döntetlen született. A hazai 0-0 után a csepeli visszavágón 2-2 lett. További kupa-mérkőzéseken is játszott, előbb a Vasas, majd a Honvéd ellen is. Csapatával 1977-ben kiestek az első osztályból, de továbbra is maradt Dorogon. Az NB II-ben 27 mérkőzésen erősítette a dorogi gárdát. Biztató őszi szezont követően csak egy közepes teljesítményt hozó tavaszi folytatással nem tudtak feljebb lépni és a Dorog maradt a másodosztályban. 1978 nyarán az ESMTK játékosa lett.
1987-ben váratlan hirtelenséggel, tragikusan fiatalon hunyt el.